# 死前喘鳴
死前喘鳴（しぜんぜんめい、英:Terminal respiratory secretions）とは、死期が近い人間に現れる現象の1つである。英語では一般的にdeath rattleとして知られる。唾液や気管支分泌物が胸郭上部に溜まることによって発される音である。死期が近い人は嚥下する力が低くなり、気管支に溜まる分泌物が増えた結果としてこのような症状が起こることがある。一般的には死の2～3日前から唾液が喉にたまり、水を飲み込むことすら難しくなる。関連する症状としては呼吸困難や胸の動きが早くなることなどが挙げられる。死前喘鳴は死が近いことを強く示唆するものであるが、脳の障害などによっても生じることがある。
しばしば、窒息やうがいの音などと誤解されることもある。

## 時期
この症状は死の24時間前後に現れるが、この症状が現れたからといってすぐに死に至るわけでは無い。

## 処置
通常、死期が近い本人はこの症状に気づくことは少なく、なにか害になるというわけではない。とはいえ、死にゆく人を看取る家族や介護者などの精神的苦痛を和らげるため、一部の医療従事者はこの音を最小限に抑えるための処置を施すことがある。この処置の例として、患者の体勢を変えたり、点滴の量を減らしたり、喉の分泌物を減らすために抗コリン薬を投与するといったものが挙げられる。ホスピスや終末期医療においては、抗コリン作用のあるグリコピロニウム、スコポラミン臭化水素酸塩水和物（スコポラミン）あるいはアトロピンなどの薬を使用して喉の分泌物を減らし、この症状を和らげることがある。

## 関連記事
- 死戦期呼吸
- ターミナルケア